# Maison au 8, rue des Pèlerins à Obernai
La maison au 8, rue des Pèlerins est un monument historique situé à Obernai, dans le département français du Bas-Rhin.

## Localisation
Ce bâtiment est situé au 8, rue des Pèlerins à Obernai.

## Historique
L'édifice fait l'objet d'un classement au titre des monuments historiques depuis 1921.

## Architecture

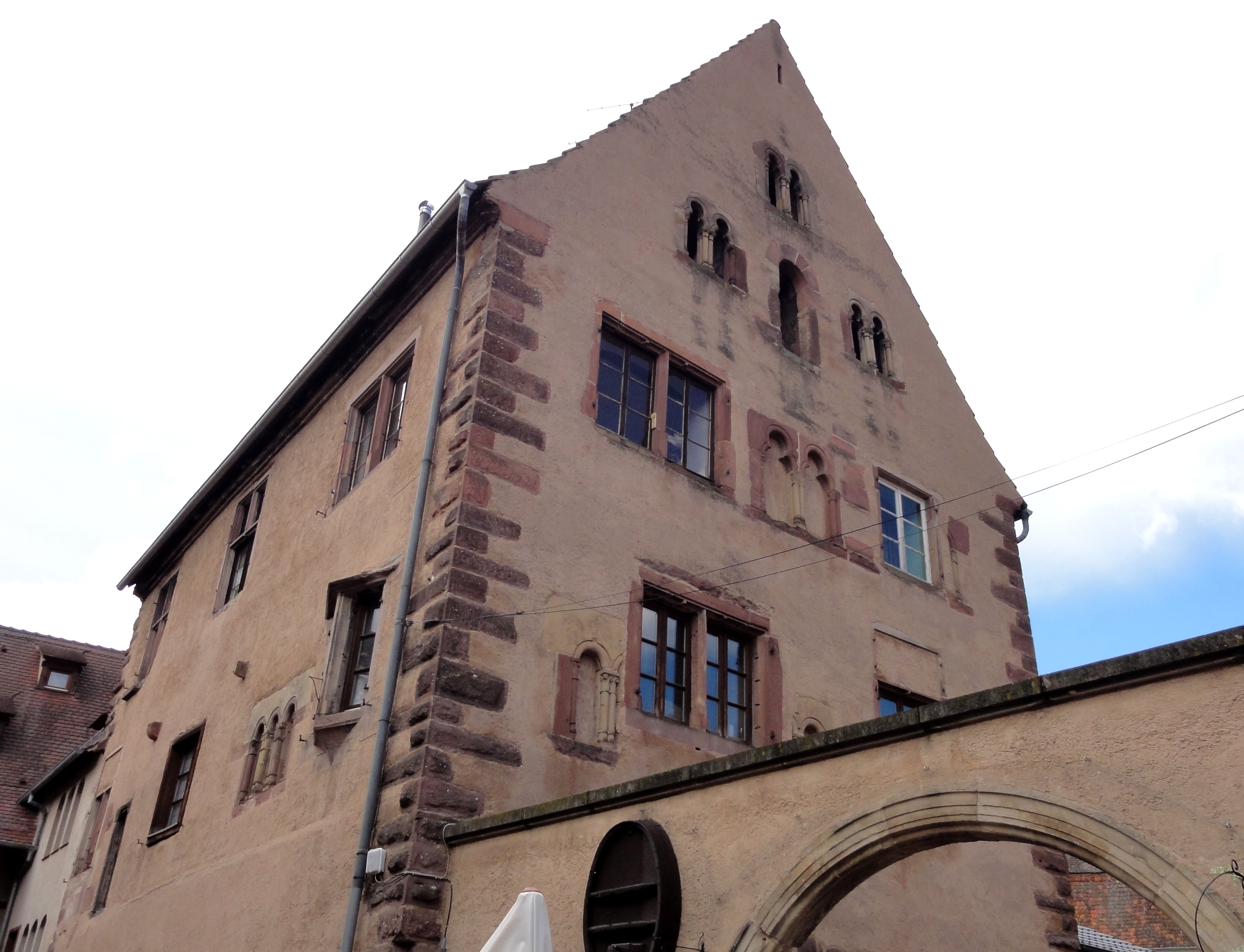
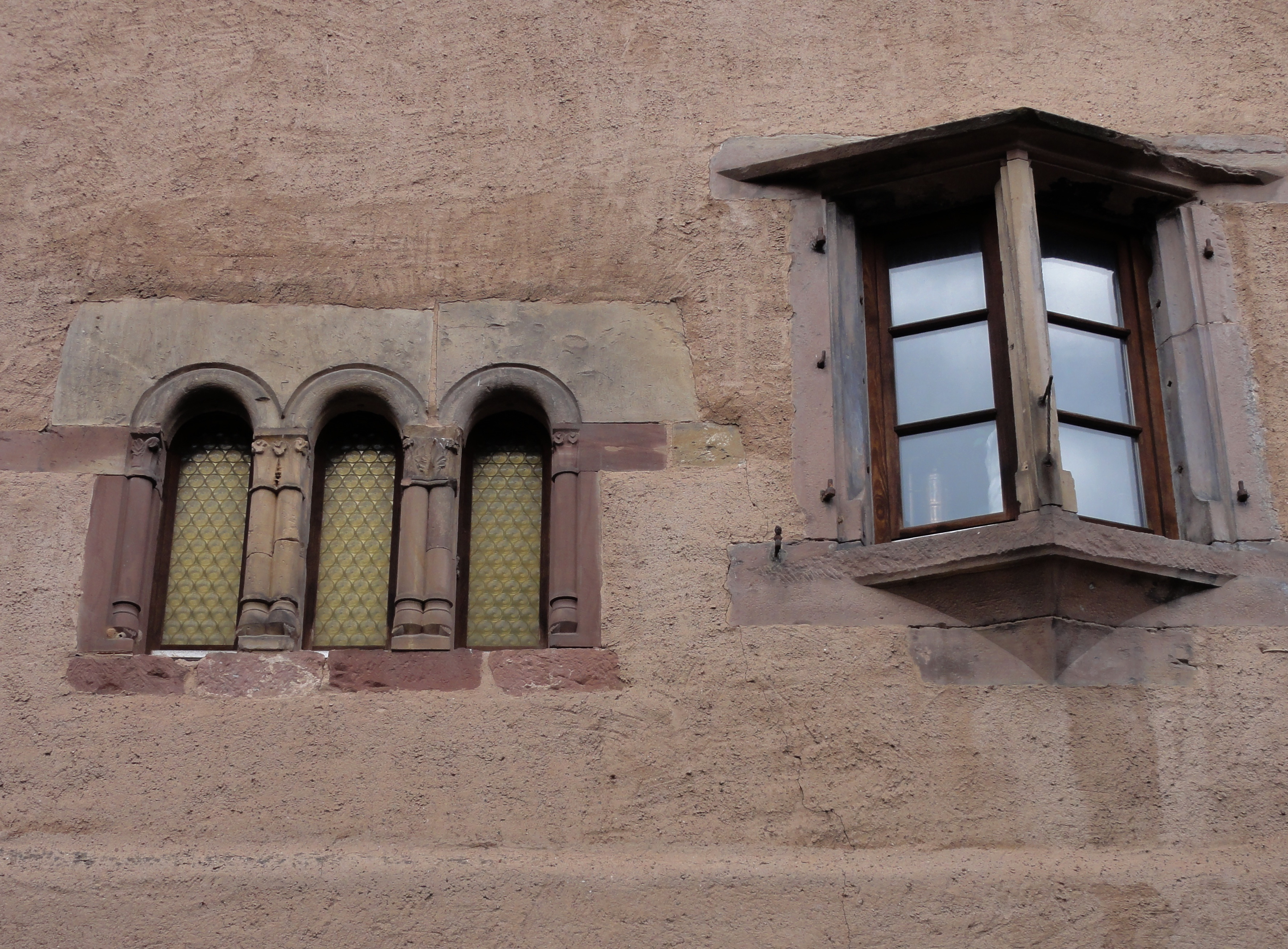